# Кејша Кол
Кејша Мајишија Кол (енгл. Keyshia Myeshia Cole; Оукланд, 15. октобар 1981) америчка је певачица, текстописац, глумица, музички продуцент и телевизијска личност. Рођена је у Оукланду у Калифорнији, а каријеру је започела када је упознала Емси Хамера у доби од дванаест година, а након тога и репера Тупака. Када је имала петнаест година преселила се у Лос Анђелес и потписала уговор са издавачком кућом A&M Records. Након тога објавила је албум под називом The Way It Is (2005), који садржи пет синглова: Never, I Changed My Mind, (I Just Want It) To Be Over, I Should Have Cheated и Love. Албуму је додељен златни сертификат након седамнаест недеља, а након тога и платинасти, осам недеља касније. Албум се налазио на музичким листама годину дана након објављивања, а продат је у 1,6 милиона примерака. 
Након што је раскинула уговор са компанијом , Кејша је објавила други студијски албум под називоом Just Like You (2007) под окриљем издавачке куће Geffen Records, а албум је дебитовао на другом месту листе Билборд 200. Номинован је за најбољи савремени ритам и блуз албум на 50. додели Грема награде. Just Like You је добио платинасти сертификат од стране Америчког удружења дискографских кућа, а продат је у 1,7 милиона примерака у Сједињеним Америчким Државама. A Different Me трећи је студијски албум Кејше Кол и објављен је 2018. године. Албум је дебитовао на другом месту музичког графикона Билборд 200, продат је у 322.000 примерака током прве недеље од објављивања, а додељен му је платинасти сертификат од стране Америчког удружења дискографских кућа.
Calling All Hearts певачицин четврти студијски албум, објављен је 21. децембра 2010. године у Сједињеним Државама. Албум је дебитовао на деветом месту листе Билборд 200, а продат је у 400.000 примерака у Сједињеним Државама до новембра 2012. године. Пети студијски албум, под називом Woman to Woman, Кејша је објавила 2012. године и он је дебитовао на десетом месту листе Билборд 200, а током прве недеље од објављивања продат је у 96.000 примерака, значајно мање него њена претходна издања. До септембра 2013. године, албум је продат у 329.000 примерака.  Након раскидања уговора са компанијом , Кејша је шести студијски албум Point of No Return објавила 7. октобра 2014. године под окриљем издавачке куће Interscope Records, а он није био комерцијално успешан, продат је у мање од 45.000 примерака и био је најнеуспешнији албум певачице. 
Упоредо са бављењем музике, Кејша је почела да се појављује и на телевизији. Појавила се у ријалити-документарној серији Keyshia Cole: The Way It Is која се емитовала на БЕТ каналу од 2006. до 2008. године, где је приказана  каријера, породица и њен живот са мајком и сестром. Њено друго појављивање на телевизији било је у ријалити шоу Family First, премијерно 9. октобра 2012. године, а треће појављивање у ријалити шоу Keyshia Cole: All In, 24. фебруара 2015. године.

## Биографија
Рођена је као Кејша Мајишија Џонсон 15. октобра 1981. године у Оукланду, Калифорнија, ћерка је Франсинс Лонс и боксерског тренера Виргила Хантера. Кол и њен отац упознали су се први пут 2016. године, када су преко анализа крви утврђивали да ли су у сродству. Певачицу су када је имала две године усвојили породични пријатељи Леон и Ивон Кол и променили јој презиме у Кол. Са својих дванаест година, она је представљена у музичкој индустрији, заједно са братом Сеном, који је познат и као Нат-Со енгл. Nutt-So, а након тога Кејша је упознала Емси Хамера. Након тога, Кејша се спријатељила са Тупаком Шакуром који јој је обећао да ће јој помоћи да започне певачу каријеру, тражећи од ње да се виде на његовом надолазећем пројекту, на дан његове смрти. Када је имала шеснаест година, Кол је постала део локалне омладинске организације у источном Оукладну. Када је имала осамнаест година, певачица се преселила у Лос Анђелес, како би наставила музичку каријеру. Током тог периода Кол је сарађивала са музичарима као што су Бај Ареа, Тони Тони Тон и Меси Марв. Године 2002. потписала је уговор са компанијом A&M Records коју је држао Рон Фер. Након преслушавања незавршене верзије њеног сингла Love, примили су је у издавачку кућу, а сингл је касније добио платинасти сертификат од стране Америчког удружења дискографских кућа.
У мају 2009. године Кол је упловила у емотивну везу са НБА кошаркашом Данијелом Гибсоном. Верили су се 1. јануара 2010. године, а 2. марта исте године добили су сина. Пар се венчао 21. маја 2011. године, а завете су обновили у септембру исте године на Хавајима. Венчање је снимано за потребе ријалити емисије Keyshia and Daniel: Family First, која је емитована 9. и 16. октобра 2012. године. Дана 21. марта 2014. године током интервјуа, Кејша је изјавила да су она и Гибсон раскинули, али да још увек нису поднели захтев за развод. У априлу 2017. године Кол је објавила да се званично развела до Гибсона. Дана 1. августа 2019. године на Инстаграму је објавила да очекује друго дете, дечака са партнером Ником Калеом. Друго дете, Кол је добила 1. августа 2019. године. У мају 2016. године Кејша је упознала биолошког оца, Виргила Хантера који је боксерски тренер.

## Каријера

### 2004—2006: Објављивање првог албума
Дебитански сингл Never, певачица Кол снимила је у сарадњи са Ив, а он је објављен 23. марта 2004. године, како би промовисала аудио запис филма Берберница 2: Повратак у бизнис. Сингл није успео да се пласира на музичке листе, али је на крају постао завршна нумера на албуму Колове, под називом The Way It Is, а објављен је 9. новембра 2004. године. Први албумски сингл под називом I Changed My Mind певачица је објавила 9. новембра 2004. године, а снимила га је у сарадњи са Џеј Зијем. На радију верзији песме учествовао је и репер Шејн, а песма се нашла на седамдесет и првом месту радио листа у Сједињеним Државама.
Други албумски сингл под називом (I Just Want It) To Be Over објављен је 5. априла 2005. године и био је на првом месту листе . Кол је дебитански албум довршила почетком 2005. године, а док он још није објављен, певачица и диск џокеј Грин Латерн објавили су микс траку под називом Team Invasion Presents Keyshia Cole у јуну 2005. године, која садржи ремиксе хип-хоп инструментала и исечке песама са њеног новог албума. На тој траци су се нашли Реми Ма, Фет Џо и Гостфејс Килах. Албум  објављен је 21. јуна 2005. године. Албум је дебитовао на шестом месту листе Билборд 200, а продат је у 89.000 примерака током прве недеље од објављивања. Албум је продат у преко 2 милиона примерака широм света, а додељен му је платинасти сертификат од стране Америчког удружења дискографских кућа. Трећи албумски сингл под називом I Should Have Cheated објављен је 3. августа 2005. године и био је на тридесетом месту листе Билборд хот 100. Четврти сингл под називом Love, Кејша је објавила 6. јануара 2006. године, била је на деветнаестом месту листе Билборд хот 100, првом месту листе Hot R&B/Hip-Hop, а додељен му је платинасти сертификат од стране Америчког удружења дискографских кућа.

### 2007—2009: Нови албуми и сарадње
Кол је започела рад на другом албуму почетком 2006. године, а на њему је представљен сингл Last Night који је снимљен заједно са Шоном Комбсом и нашао се на његовом албуму Press Play, као и на другом ЛП албуму Колове. Снимање другог студијског албума Колове документовано је у другој сезони њене ријалити емисије Keyshia Cole: The Way It Is. Након што су се компаније A&M Records и Octone Records спојиле почетком 2007. године, Колова је потписала уговор са компанијом Geffen Records, како би избегала бројне уговорне обавезе са бившим ривалом Фифти Сентом и његовом групом Џи-Јунит. За нову издавачку кућу Колова је објавила други студијски албум под називом Just Like You, 25. септембра 2007. године. Албум је дебитовао на другом месту америчке листе Билборд 200 и продат је у 281.000 примерака током прве недеље од објављивања. Четири месеца након објављивања, албуму је додељен платинасти сертификат од стране Америчког удружења дискографских кућа и продат је у 1,7 милиона примерака у Сједињеним Државама. Први албумски сингл под називом Let It Go Колова је снимила у сарадњи са Миси Елиот и Лил Ким. Сингл је продат у више од милион примерака у Сједињеним Државама и додељен му је платинасти сертификат. Други албумски сингл, Shoulda Let You Go који је Колова снимила са Амином Харис, био је седми на америчкој листи R&B/Hip-Hop. Последњи албумски сингл под називом Heaven Sent доживео је комерцијални успех и нашао се на првом месту Билбордове листе Hot R&B/Hip-Hop, а тамо се задржао пет недеља заредом, укупно педесет и пет недеља. Heaven Sent био је и на двадесет и осмом месту листе Билборд хот 100. Наредни албумски сингл, I Remember био је на првом месту листе Hot R&B/Hip-Hop, као и на двадесет и четвртом месту листе Билборд хот 100. Колова је добила велики број номинација за албум, укључујући четири гремија на Греми наградама 2008. и 2009. године.
Колова је гостовала на синглу I've Changed музичара Јахеима, а песма се нашла на његовом албуму The Makings of a Man. Након тога снимила је дует са Кејтом Свитом на песми Just Me, а он је уједно био и саундтрек филма Зашто сам у браку? У првој половини 2008. године, Колова је гостовала на неколико песама укључујући I Got a Thang for You са Трином, Boyfriend/Girlfriend са хип-хоп групом из Атланте C-Side, као и на песми Game's Pain, коју је снимила у сарадњи са репером Гејмом. Трећа сезона ријалитија Keyshia Cole: The Way It Is премијерно је емитована у октобру 2008. године, а нових десет епизода пратило је Колову и њену проодицу, као и снимање њеног трећег студијског албума под називом A Different Me. Ријалити емисија престала је да се емитује 16. децембра 2008. године. Албум A Different Me певачица је објавила 16. децембра 2008. године. Албум је дебитовао на другом месту америчке листе Билборд 200, а продат је у 322.000 примерака током прве недеље од објављивања. Албум је продат у укупно 1.020.00 примерака у Сједињеним Државама и додељен му је платинасти сертификат од стране Америчког удружења дискографских кућа. Водећи албумски сингл Playa Cardz Right објављен је 28. октобра 2003. године, био је на шездесет и трећем месту листе Билборд хот 100, а певачица га је посветила свом бившем ментору, Тупаку Шакуру. Други албумски сингл, You Complete Me објављен је на радију у децембру 2008. године и био је на шездесет и другом месту листе Билборд хот 100. Колова је објавила трећи и последњи албумски сингл под називом Trust, дует са певачицом Моником, 5. маја 2009. године. Trust се нашао на петом месту листе Hot R&B/Hip-Hop. Како би промовисала албум и синглове, Колова је имала турнеју под називом A Diferent Me, у лето 2009. године. Током овог периода Колова се појавила у неколико часописа као што су Вајб, Водап!, Кинг и у јунском издању часописа Сестра за сетру са мајком Ивон Кол. Певачица је учествовала у снимању ремикс песме Number One, са Т-Пејном и Р. Келијем. Након тога Кејша је објавила ЛП албум The State vs Radric Davis и почела рад на четвртом студијском албуму.

### 2010—2013: Нови албуми и комерцијални успех
Дана 27. јуна 2010. године Колова се вратила у музичку индустрију и извела песму Airplanes заједно са Хејли Вилијамс, B.o.Bом и Еминемом на додели Бет награда 2010. године. Више од годину дана након што је Кол најавила објављивање четвртог студијског албума, она је објавила први албумски сингл I Ain't Thru 15. октобра 2010. године. Иако песма није доживела значајан комерцијални успех, касније је откривено да су фанови Колове волели тај сингл и доживљавали га као сјајан повратак на сцену. Њен четврти студијски албум Calling All Hearts објављен је 21. децембра 2010. године, а на њему су учествовали Тимбаланд, Ники Минаж, Танк и Фејт Еванс. У стварању албума Колове учествовала је и њена мајка, Ивон Кол. Албум је продат у више од 500.000 примерака у Сједињеним Државама. Промотивни сингл Long Way Down Кејша је извела у емисији Tonight Show with Jay Leno као и у 106 & Park где је имала тридесетоминутни концерт. У фебруару 2011. године Колова је објавиа трећи сингл под називом Take Me Away. У шоу Конан, 19. јануара 2011. године, Колова је сингл представила и уживо, а спот за песму овјављен је на ВЕВО канало премијерно 18. априла 2011. године. Песма је била на Билбордовој листи  Hot R&B/Hip-Hop, на двадесет и седмом месту.
Колова је започела рад на петом студијском албуму убрзо након објављивања албума Calling All Hearts. Започела је снимање радећи са музичаркама Естер Дин и Бети Врајг. Она је такође сарађивала са продуцентима као што су Др. Дре, Бангладеш, Ерл Пауер и Токсик. Овај албум је уједно био њен први пројекат који је објављен без извршног директора компаније A&R, Рона Фејра. Пети студијски албум, Woman to Woman објављен је 19. новембра 2012. године. Албум је дебитовао на десетом месту листе Билборд 200 и продат је у 96.000 примерака током прве недеље од објављивања у Сједињеним Америчким Државама. Током друге недеље од објављивања, албум је продат у 37.100 примерака. Треће недеље албум је продат у 28.600 примерака, а до данас у 500.000 примерака у Сједињеним Државама. Водећи албумски сингл Enough of No Love Колова је снимила са реперима ЈМЦМЦ и Лил Вејном, а он је пуштен на радио станицама и изашао за дигитално преузимање 3. јула 2012. године. Сингл се нашао на седмом месту листе R&B/Hip-Hop Songs. Дана 9. августа 2012. песма је дебитовала на деведесет и четвртом месту листе Билборд хот 100, где је на крају била на осамдесет и четвртом месту. Други албумски сингл, под називом Trust and Believe објављен је за дигитално преузимање 22. октобра 2012. године и поново 13. новембра исте године. Дана 24. октобра 2012. године песма је била на првом месту листе Urban radio током целе недеље. I Choose You објављен је као трећи албумски сингл током августа 2013. године. Колова је започела своју трећу концертну турнеју у каријери, како би подржала пети студијски албум Woman to Woman. Обишла је Северну Америку и Европу, а укупо је одржала 27 концерата.

### 2014—данас: Шести и седми студијски албум
Колова је почела рад на шестом студијском албуму. Дана 2. октобра 2013. године објављено је да је поново успоставила сарадњу са њеним бивши менаџером Менијем Халијем. Водећи албумски сингл под називом Next Time (Won't Give My Heart Away) објављен је за дигитално преузимање 31. марта 2014. године, а на радио станицама 1. априла исте године. У марту 2014. Колова је открила да ће шести студијски албум носити назив . Албум је објављен 7. октобра 2014. године и продат је 25.000 примерака током прве недеље од објављивања, укупно у 100.000 примерака. У фебруару 2015. године Колова се појавила у Rap-Up емисији и представила издање Point of No Return које није забележило велики комерцијали успех. Колова је такође најавила да ради на седмом студијском албуму.
У децембру 2016. године објављено је да је певачица потписала уговор са издавачком кућом . Дана 27. јануара 2017. године Колова је објавила сингл You, снимљен у сарадњи са Реми Ма и Френч Монтаном и тако најавила седми студијски албум. У интервјуу за магазин Rap-Up Колова је објавила да ће седми студијски албум носити назив . У августу 2017. године објавила је други албумски сингл под називом Incapable. Албум  објављен је 20. октобра 2017. године и продат је у 15.000 примерака током прве недеље од објављивања, укупно у 100.000 примерака.

## Умешност и други подухвати
у јулу 2006. године Колова је објавила свој документарни филм под називом Keyshia Cole: The Way It Is, а на њему се налазе видео записи њеног приватног живота, наступи и аудио снимци. Након тога, удружила се са модним дизајнером Стивом Мејденом како би створила властиту колецију ципела. Колове вокалне способности су сопрано. Њен глас описан је као флексибилан, те да има могућћност стварања тврдог хип хопа. У својим текстовима углавном се бави темом љубави. Певачицин пети студијски албум Woman to Woman (2012) Бен Ратлиф у дневном листу Њујорк тајмс описао је као алманах ритам и блуза, дрхтаве романтике, при чему је готово свака песма као приповетка првог лица са грубим детаљима, где се бескрајно комбинује сумња, љубомора, понос, казна, самопоштовање и вођство.  Текстови песама на том албуму углавном се баве романтиком и емотивним темама.
Колова је одрасла слушајући свог ментора Тупака Шакура. Као једну од највећих инспирација навела је Мери Џеј Блајџ, али и певачице Бренди и Монику. У једном интервјуу Колова је говорила о музичарима из осамдесетих година, истакла је Аниту Бејкер, Биг Дејди Кејна, ЛЛ Кул Џеја једног од пионира хип хоп музике, Емси Лајт и Квин Латифах.

## Дискографија

### Студијски албуми
| The Way It Is                                                                      | - Датум објављивања: 21. јун 2005. - Издавачка кућа: - Формат: компакт диск, дигитално преузимање       | 6  | 2  | 184 | - Америчко удружење дискографских кућа: платинасти | - САД: 1,600,000 |
| Just Like You                                                                      | - Датум објављивања: 25. септембар 2007. - Издавачка кућа: - Формат: компакт диск, дигитално преузимање | 2  | 1  | 149 | - Америчко удружење дискографских кућа: платинасти | - САД: 1,700,000 |
| A Different Me                                                                     | - Датум објављивања: 16. децембар 2008. - Издавачка кућа: - Формат: компакт диск, дигитално преузимање  | 2  | 1  | —   | - Америчко удружење дискографских кућа: платинасти | - САД: 1,000,000 |
| Calling All Hearts                                                                 | - Датум објављивања: 21. децембар 2010. - Издавачка кућа: - Формат: компакт диск, дигитално преузимање  | 9  | 5  | —   |                                                    | - САД: 450,000   |
| Woman to Woman                                                                     | - Објаљено: 19. новембар 2012. - Издавачка кућа: - Формат: компакт диск, дигитално преузимање           | 10 | 2  | —   |                                                    | - САД: 329,000   |
| Point of No Return                                                                 | - Датум објављивања: 7. октобар 2014. - Издавачка кућа: - Формат: компакт диск, дигитално преузимање    | 9  | 1  | —   |                                                    | - САД: 150,000   |
| 11:11 Reset                                                                        | - Датум објављивања: 20. октобар 2017. - Издавачка кућа: - Формат: компакт диск, дигитално преузимање   | 37 | 20 | —   |                                                    | - САД: 9,420     |
| "—" означава албуме који нису били на листама или нису били објављени у тој држави | |    |    |     |                                                    |                  |

## Награде и номинације
| Година | Церемонија                  | Категорија                                             | Рад                  | Резултат   |
| ------ | --------------------------- | ------------------------------------------------------ | -------------------- | ---------- |
| 2005   | Вајб награде                | Next Award                                             | (Тајед и Јаунг Јизи) | Освојено   |
| 2005   | Вајб награде                | Ритам и блуз глас године                               | N/A                  | Номинација |
| 2005   | Вајб награде                | Vibe Vixen                                             | N/A                  | Номинација |
| 2005   | НААЦП награда               | Најбољи нови уменик                                    | N/A                  | Номинација |
| 2006   | БЕТ награде                 | Најбољи женски ритам и блуз уметник                    | N/A                  | Номинација |
| 2006   | БЕТ награде                 | Viewer's Choice                                        | N/A                  | Номинација |
| 2006   | Соул треин награда          | Најбољи ритам и блуз/соул сингл у категорији за жене   | N/A                  | Номинација |
| 2006   | Соул треин награда          | Најбољи ритам и блуз/соул албум                        | N/A                  | Номинација |
| 2006   | Америчке музичке награде    | Омиљени женски уметник                                 | N/A                  | Номинација |
| 2007   | Соул треин награде          | Најбољи ритам и блуз/соул сингл у категорији за жене   | N/A                  | Номинација |
| 2007   | Музичке награде Урбан       | Најбоља музичка сарадња 2007.                          | N/A                  | Номинација |
| 2007   | БЕТ награде                 | Најбоља сарадња                                        | N/A                  | Номинација |
| 2007   | АСЦАП                       | ритам и блуз/хип хоп песма                             | Love                 | Освојено   |
| 2008   | БМИ Урбан награда           | Најбоља песма                                          | Let It Go            | Освојено   |
| 2008   | Награда Греми               | Најбоља реп сарадња                                    | Let It Go            | Номинација |
| 2008   | Награда Греми               | Награда за најбољи савремени ритам и блуз албум        | Just Like You        | Номинација |
| 2008   | БЕТ награде                 | Најбољи ритам и блуз уметник у категорији за жене      | Н/Д                  | Номинација |
| 2008   | БЕТ награде                 | Најбоља сарадња                                        | Let It Go            | Номинација |
| 2008   | БЕТ награде                 | Viewer избор награде                                   | Н/Д                  | Номинација |
| 2008   | Early Entertainment награде | Видео спот недеље                                      | Heaven Sent          | Освојено   |
| 2009   | Награда Греми               | Најбоља ритам и блуз песма                             | Heaven Sent          | Номинација |
| 2009   | Награда Греми               | Најбољу женску ритам и блуз вокалну изведбу            | Heaven Sent          | Номинација |
| 2009   | БЕТ награде                 | Најбољи ритам и блуз уметник у категорији за жене      | Н/Д                  | Номинација |
| 2009   | Америчке музичке награде    | Омиљени женски ритам и блуз/соул уметник               | Н/Д                  | Номинација |
| 2009   | Соул треин награде          | Најбоља сарадња                                        | Trust са Моником     | Номинација |
| 2011   | Mp3 музичке награде         | The JSB награде                                        | Take Me Away         | Освојено   |
| 2012   | Соул трејн награде          | Најбољи ритам и блуз/соул уметник у категорији за жене | Н/Д                  | Номинација |